# 岩壁茂
岩壁 茂（いわかべ しげる、1968年 - ）は、日本の心理学者・臨床心理士。立命館大学総合心理学部・大学院人間科学研究科教授。専攻は臨床心理学、心理療法研究。

## 来歴
横浜市出身。神奈川県立柏陽高校を卒業し、1991年に早稲田大学政治経済学部卒業後、カナダへ留学。McGill University(Canada)カウンセリング心理学科 カウンセリング心理学に学士入学。1995年に修士号を修得後、2001年にMcGill大学大学院カウンセリング心理学専攻博士課程修了。学位、博士(心理学, Ph.D.) カウンセリング心理学を修得。1996年 McGill大学大学院 非常勤講師。2000年に札幌学院大学専任講師、2002年より助教授。2004年からお茶の水女子大学大学院人間文化研究科助教授・准教授。2019年にお茶の水女子大学基幹研究院教授（〜2022年3月）。2022年4月より立命館大学総合心理学部教授。2024年4月同大学院副研究科長。
大学院時代にエモーション・フォーカスト・セラピーの開発者Les Greenbergに出会い、感情と変容をテーマに心理療法の研究と臨床指導を行ってきた。同時に、短期力動療法をはじめとした心理療法にかかわる論文・著書を多く執筆し、翻訳も多数手がける。

### 委員歴
現在、⼼理療法研究学会(The Society for Psychotherapy Research)の会⻑(President)を務める。⼼理療法統合を考える会(The Society for Exploration of Psychotherapy Integration: SEPI)の2020年会⻑を務めたほか、現在、日本心理臨床学会業務執行理事、日本心理学会第３部門代議員、一般社団法人日本臨床心理士会代議員、Journal of Clinical Psychology: In Session編集委員、AEDP Research Committee共同議長、日本心理統合療法学会理事を務める。

## 著書
- 愛着トラウマケアガイド: 共感と承認を超えて（金剛出版、2024年3月、共著 工藤 由佳）
- 臨床心理学スタンダードテキスト（金剛出版、2023年2月）
- 現代の臨床心理学4　臨床心理研究法（東京大学出版会、2022年9月、編集 杉浦義典）
- 心理療法・失敗例の臨床研究ーその予防と治療関係の立て直し方（金剛出版、2022年6月）
- 完全カラー図解 よくわかる臨床心理学（ナツメ社、2020年6月 監修）
- 恥（シェイム）…生きづらさの根っこにあるもの アスクセレクション（アスク・ヒューマン・ケア、2019年4月）
- カウンセリング・テクニック入門（金剛出版、2018年）
- はじめて学ぶ臨床心理学の質的研究―方法とプロセス（岩崎学術出版会、2010年10月）
- プロセス研究の方法（新曜社、2008年7月）

### 翻訳・監修
- Karen Bluth『ティーンのためのセルフ・コンパッション・ワークブックーマインドフルネスと思いやりで,ありのままの自分を受け入れる』（金剛出版、2022年3月 監訳 共訳 浅田仁子）
- Tracy D. Eells『心理療法におけるケース・フォーミュレーション 的確な臨床判断に基づいた治療計画の基本ガイド』（福村出版、2021年10月、監訳 津川律子）
- Diana Fosha『人を育む愛着と感情の力 AEDPによる感情変容の理論と実践』（福村出版、2017年11月、監修）
- Sue Johnson『私をギュッと抱きしめて―愛を取り戻す七つの会話』（金剛出版、2014年8月 翻訳 白根伊登恵）
- Les Greenberg『エモーション・フォーカスト・セラピー入門』（金剛出版、2013年10月、共訳 伊藤正哉、細越寛樹他）
- Ellen F. Wachtel『子どもと家族を援助する－統合的心理療法のアプローチ』（星和書店、2007年10月 共訳 佐々木千恵）
- Les Greenberg『感情に働きかける面接技法―心理療法の統合的アプローチ』（誠信書房、2006年8月）
- G. R. VandenBos『心理療法の構造―アメリカ心理学会による12の理論の解説書』（誠信書房、2003年3月）